# Isabel del Palatinado-Zweibrücken
Isabel del Palatinado-Zweibrücken (en alemán, Elisabeth von Pfalz-Zweibrücken; 22 de marzo de 1642-18 de abril de 1677) fue una princesa del Palatinado-Zweibrücken por nacimiento, y la consorte de Víctor Amadeo, príncipe de Anhalt-Bernburg.

## Biografía
Isabel nació el 22 de marzo de 1642, la segunda de los diez hijos del duque Federico del Palatinado-Zweibrücken y de Ana Juliana de Nassau-Saarbrücken. Era miembro de la Casa del Palatinado-Zweibrücken, una rama cadete de la Casa de Wittelsbach.
El 16 de octubre de 1667 se casó con Víctor Amadeo de Anhalt-Bernburg, en Meisenheim, convirtiéndose en la princesa consorte de Anhalt-Bernburg. Tuvieron seis hijos:
1. Carlos Federico, príncipe de Anhalt-Bernburg (Bernburg, 13 de julio de 1668-Ballenstedt, 22 de abril de 1721).
2. Lebrecht, príncipe de Anhalt-Zeitz-Hoym, más tarde Anhalt-Bernburg-Schaumburg-Hoym (Bernburg, 28 de junio de 1669-Bad Ems, 17 de mayo de 1727).
3. Sofía Juliana (Bernburg, 26 de octubre de 1672-Bernburg, 21 de agosto de 1674).
4. Juan Jorge (Bernburg, 14 de febrero de 1674-muerto en la batalla en Leuze, 9 de septiembre de 1691).
5. Cristián (Bernburg, 15 de marzo de 1675-Bernburg, 30 de diciembre de 1675).
6. Un hijo (n. y m. Bernburg, 18 de abril de 1677).

Isabel murió durante el nacimiento de su sexto hijo, quien también murió durante el nacimiento. Está enterrada en la cripta de la Iglesia del Castillo de San Aegidien.